# Quốc kỳ Lesotho

Quốc kỳ Lesotho

Quốc kỳ Lesotho (tiếng Anh: Flag of Lesotho) có ba vạch ngang, theo thứ tự: trên cùng là xanh da trời, ở giữa là trắng, và dưới cùng xanh lá cây trời.
Cờ của Lesotho, được thông qua vào ngày kỷ niệm lần thứ 40 ngày độc lập của Lesotho vào ngày 4 tháng 10 năm 2006, có ba màu ngang, trắng và xanh lá cây với một mokorotlo đen (một chiếc nón Basotho) ở giữa. Thiết kế này nhằm phản ánh một quốc gia vừa yên bình vừa nội bộ và với các nước láng giềng, thay thế cho thiết kế lá cờ cũ có biểu tượng quân đội của một cái khiên, cây giáo và knobkerrie.

Quốc kỳ (1966-1987)
Quốc kỳ (1987-2006)
Vương triều kỳ (1966-1987)
Vương triều kỳ (1987-2006)